# Flaga dżihadu
Flaga dżihadu – symbol używany przez różne organizacje islamistycznych terrorystów, zwykle składający się z czarnego tła z kaligraficznym białym tekstem szahady (wyznania wiary islamu). Powszechnie używana przez dżihadystów na początku XXI wieku.

Organizacje islamistyczne, które używały takich flag to:

Al-Ka’ida w Iraku
Ansar al-Islam
Dżabhat Ansar ad-Din
Dżabhat an-Nusra
Dżabhat Fath asz-Szam
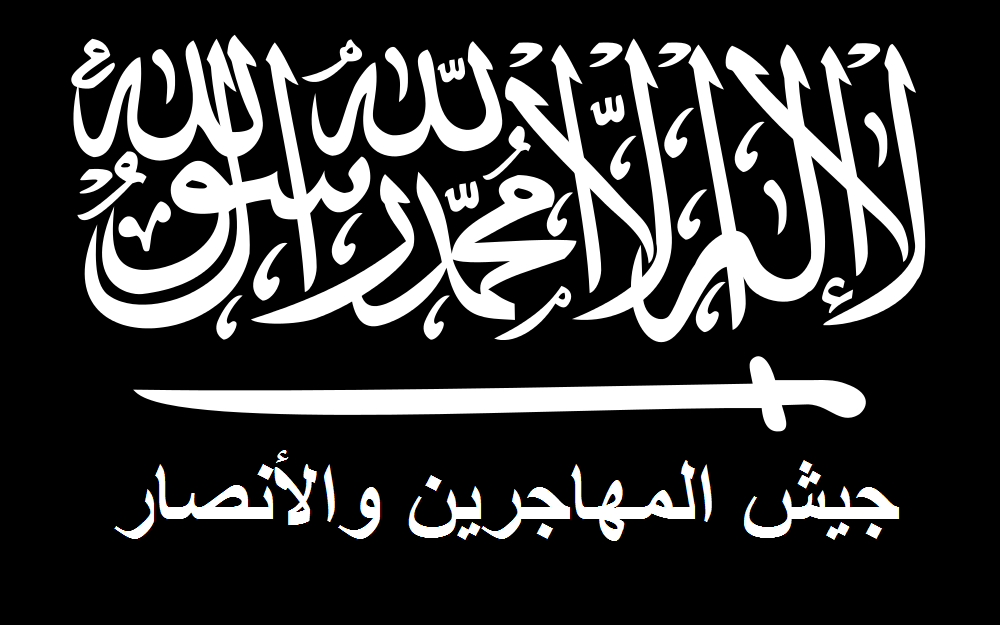
Dżajsz al-Muhadżirin wa-al-Ansar
Dżama’at at-Tauhid wa-al-Dżihad
Front Islamski
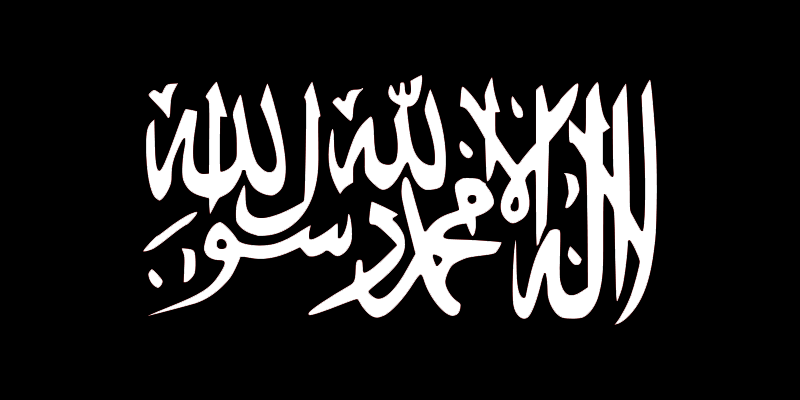
Hizb at-Tahrir
Islamska Partia Turkiestanu
Kata’ib at-Tauhid wa-al-Dżihad
Laszkar-i-Toiba
Talibowie
Tehrik-i-Taliban Pakistan
Unia Trybunałów Islamskich

## Wariant ISIS

Flaga Państwa Islamskiego

Wariant stosowany przez Państwo Islamskie Iraku i Lewantu  przedstawia szahadę podzieloną na dwie części: pierwszą frazę normalnie a drugą w postaci pieczęci Mahometa, rzekomo historycznej.
W sierpniu 2014 roku brytyjski premier David Cameron zasugerował aresztowanie każdego, kto podnosi „flagę Państwa Islamskiego” w Wielkiej Brytanii.
Wykorzystywanie wizerunku flagi ISIS (ale nie innych wersji czarnego standardu) do celów innych niż edukacyjne zostało zakazane w Niemczech przez Federalne Ministerstwo Spraw Wewnętrznych od września 2014 r.

Mujahidin Indonesia Timur (Mudżahedini ze  wschodniej Indonezji)
Zielony batalion